# دیتر ویدنمان
دیتر ویدنمان (انگلیسی: Dieter Wiedenmann; ۲۳ آوریل ۱۹۵۷ – ۱۱ نوامبر ۱۹۹۴) قایقران روئینگ اهل آلمان غربی بود.